# Bacon Motors Corporation
Bacon Motors Corporation war ein US-amerikanischer Hersteller von Automobilen.

## Unternehmensgeschichte
Frank W. Bacon hatte ab 1901 Erfahrungen in der Automobilfertigung gemacht. So stellte er 1901 sieben Fahrzeuge unter eigenem Namen her. 1919 gründete er das neue Unternehmen in New Castle in Pennsylvania. Präsident war Frederick C. Van Derhoff. Die Produktion von Automobilen begann. Der Markenname lautete Bacon. Ende 1919 starb Bacon bei einem Verkehrsunfall. Van Derhoff wollte bis Oktober 1920 die Stückzahl auf 25 Fahrzeuge täglich erhöhen, was jedoch nicht gelang. 1920 endete die Produktion.

## Fahrzeuge
Das einzige überlieferte Modell hatte einen Einbaumotor von Herschell-Spillman. Er leistete 35 PS. Das Fahrgestell hatte 272 cm Radstand. Die einzige bekannte Karosserieform war ein Roadster. Der Neupreis betrug 750 US-Dollar. Zum Vergleich: Das Großserienmodell Ford Modell T mit einem 20-PS-Motor und 254 cm Radstand kostete 1919 als Roadster 500 Dollar und 1920 395 Dollar.